# Incalvertia valdiviana
Incalvertia valdiviana là một loài bướm đêm trong họ Geometridae.